# (342843) Davidbowie
(342843) Davidbowie est un astéroïde de la ceinture principale.

## Découverte et nom
L'astéroïde est découvert au télescope de Calar Alto par Felix Hormuth le 21 décembre 2008. Il est nommé en hommage à l'auteur-compositeur-interprète britannique David Bowie. Il porte également les références 2008 YN3 et 2003 SG99.

## Nature et orbite
(342843) Davidbowie est un astéroïde de la ceinture principale. Il présente une orbite caractérisée par un demi-grand axe de 2,748 084 73 UA, une excentricité de 0,08858888 et une inclinaison de 2,767977° par rapport à l'écliptique. Il n'approche pas l'orbite terrestre à moins de 1,5 UA.

## Albédo et dimensions
En prenant l'hypothèse que le rocher a le même albédo que les autres astéroïdes de son groupe ((2085) Henan), on déduit de sa magnitude absolue (17,1) un diamètre approximatif de 1,4 kilomètre.

## Compléments